# Atletica leggera ai Giochi della XI Olimpiade - 400 metri piani

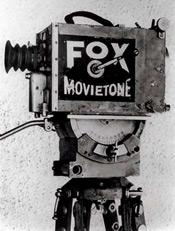
Video della finale (durata: 1'45")

La competizione dei 400 metri piani maschili di atletica leggera ai Giochi della XI Olimpiade si è disputata nei giorni 6 e 7 agosto 1936 allo Stadio Olimpico di Berlino.

## L'eccellenza mondiale
| Primatisti europei      | 47"6 1924 47"6 1925 47"6 1934 | Eric Liddell Hermann Engelhard Raymond Boisset | Rit. 1925 Rit. 1929 Presente |
| Primatista mondiale     | 46"1 1936                     | Archibald Williams                             | Presente                     |
| Vincitore selezioni USA | 46"6                          | Archibald Williams                             | Presente                     |

## La gara
Semifinali: la prima serie è vinta da Archibald Williams in 47"2; il connazionale LuValle prevale nella seconda (47"1).

Finale: la gara viene condotta dall'americano Williams. Sul rettilineo d'arrivo parte la rimonta dell'inglese Brown, che riesce a prendere Williams.
I due atleti si gettano sul filo di lana contemporaneamente. Sarà il fotofinish ad aggiudicare la vittoria all'americano.

## Risultati

### Turni eliminatori
| 8 Batterie         | 6 agosto (10:30) | 42 iscritti   | Si qualificano i primi 3. |
| 4 Quarti di finale | 6 agosto (15:15) | 6 + 6 + 6 + 6 | Si qualificano i primi 3. |
| 2 Semifinali       | 7 agosto (15)    | 6 + 6         | Si qualificano i primi 3. |
| Finale             | 7 agosto (17:30) | 6 concorrenti |                           |

### Batterie
| Pos. | Atleta          | Nazione       | Tempo |
| ---- | --------------- | ------------- | ----- |
| 1    | Bill Roberts    | Gran Bretagna | 48"1  |
| 2    | Olle Danielsson | Svezia        | 48"6  |
| 3    | Johnny Loaring  | Canada        | 49"1  |
| 4    | Albert Jud      | Svizzera      | 49"4  |
| 5    | Tibor Ribényi   | Ungheria      | 50"1  |

| Pos. | Atleta                 | Nazione        | Tempo |
| ---- | ---------------------- | -------------- | ----- |
| 1    | Georges Henry          | Francia        | 49"2  |
| 2    | Karel Kněnický         | Cecoslovacchia | 49"6  |
| 3    | Dennis Shore           | Sudafrica      | 49"9  |
| 4    | Sven Strömberg         | Svezia         | 50"0  |
| 5    | Johann Baptist Gudenus | Austria        | 52"9  |

| Pos. | Atleta        | Nazione            | Tempo |
| ---- | ------------- | ------------------ | ----- |
| 1    | Godfrey Brown | Gran Bretagna      | 48"8  |
| 2    | Mario Lanzi   | Italia             | 49"3  |
| 3    | Adolf Metzner | Germania           | 50"2  |
| 4    | Mohamed Ebeid | Egitto             | 50"5  |
| 5    | Jean Verhaert | Belgio             | 50"7  |
| 6    | Leonard Tay   | Repubblica di Cina | 52"4  |

| Pos. | Atleta              | Nazione     | Tempo |
| ---- | ------------------- | ----------- | ----- |
| 1    | Harold Smallwood    | Stati Uniti | 49"0  |
| 2    | Marshall Limon      | Canada      | 49"2  |
| 3    | József Vadas        | Ungheria    | 49"2  |
| 4    | Rolf Schønheyder    | Norvegia    | 49"4  |
| 5    | Antônio de Carvalho | Brasile     | 50"4  |
| 6    | Hiroyoshi Kubota    | Giappone    | 50"8  |

| Pos. | Atleta               | Nazione     | Tempo |
| ---- | -------------------- | ----------- | ----- |
| 1    | Jimmy LuValle        | Stati Uniti | 49"1  |
| 2    | Juan Carlos Anderson | Argentina   | 49"4  |
| 3    | Zoltán Zsitva        | Ungheria    | 49"8  |
| 4    | Francisc Nemeş       | Romania     | 50"9  |
| 5    | Keiji Imai           | Giappone    | 51"0  |

| Pos. | Atleta             | Nazione       | Tempo |
| ---- | ------------------ | ------------- | ----- |
| 1    | Hermann Blazejezak | Germania      | 47"9  |
| 2    | Godfrey Rampling   | Gran Bretagna | 48"6  |
| 3    | Börje Strandvall   | Finlandia     | 49"3  |
| 4    | Raymond Boisset    | Francia       | 49"5  |
| 5    | Jean Krombach      | Lussemburgo   | 50"4  |

| Pos. | Atleta             | Nazione     | Tempo |
| ---- | ------------------ | ----------- | ----- |
| 1    | Archie Williams    | Stati Uniti | 47"8  |
| 2    | William Fritz      | Canada      | 49"0  |
| 3    | Gunnar Christensen | Danimarca   | 49"3  |
| 4    | Toyoyi Aihara      | Giappone    | 50"2  |
| 5    | Raúl Muñoz         | Cile        | 50"5  |

| Pos. | Atleta                 | Nazione          | Tempo |
| ---- | ---------------------- | ---------------- | ----- |
| 1    | Pierre Skawinski       | Francia          | 48"9  |
| 2    | Bertil von Wachenfeldt | Svezia           | 49"0  |
| 3    | Rudolf Klupsch         | Germania         | 49"1  |
| 4    | Alfred König           | Austria          | 49"4  |
| 5    | Gyan Bhalla            | India Britannica | 52"4  |

### Quarti di finale
| Pos. | Atleta             | Nazione       | Tempo |
| ---- | ------------------ | ------------- | ----- |
| 1    | Bill Roberts       | Gran Bretagna | 47"7  |
| 2    | Harold Smallwood   | Stati Uniti   | 48"6  |
| 3    | Mario Lanzi        | Italia        | 48"8  |
| 4    | Zoltán Zsitva      | Ungheria      | 49"4  |
| 5    | Dennis Shore       | Sudafrica     | 49"6  |
| 6    | Gunnar Christensen | Danimarca     | 51"0  |

| Pos. | Atleta                 | Nazione       | Tempo |
| ---- | ---------------------- | ------------- | ----- |
| 1    | Hermann Blazejezak     | Germania      | 48"2  |
| 2    | Godfrey Brown          | Gran Bretagna | 48"3  |
| 3    | William Fritz          | Canada        | 48"4  |
| 4    | Bertil von Wachenfeldt | Svezia        | 48"5  |
| 5    | Georges Henry          | Francia       | 49"4  |
| 6    | Börje Strandvall       | Finlandia     | 49"9  |

| Pos. | Atleta               | Nazione     | Tempo |
| ---- | -------------------- | ----------- | ----- |
| 1    | Archie Williams      | Stati Uniti | 48"0  |
| 2    | Juan Carlos Anderson | Argentina   | 48"7  |
| 3    | Johnny Loaring       | Canada      | 49"3  |
| 4    | Olle Danielsson      | Svezia      | 49"6  |
| DNS  | Adolf Metzner        | Germania    |       |
| DNS  | József Vadas         | Ungheria    |       |

| Pos. | Atleta           | Nazione        | Tempo |
| ---- | ---------------- | -------------- | ----- |
| 1    | Jimmy LuValle    | Stati Uniti    | 47"6  |
| 2    | Pierre Skawinski | Francia        | 48"0  |
| 3    | Godfrey Rampling | Gran Bretagna  | 48"0  |
| 4    | Rudolf Klupsch   | Germania       | 48"8  |
| 5    | Marshall Limon   | Canada         | 48"9  |
| 6    | Karel Kněnický   | Cecoslovacchia | 49"6  |

### Semifinali
| Pos. | Atleta           | Nazione       | Tempo |
| ---- | ---------------- | ------------- | ----- |
| 1    | Archie Williams  | Stati Uniti   | 47"2  |
| 2    | Bill Roberts     | Gran Bretagna | 48"0  |
| 3    | Johnny Loaring   | Canada        | 48"1  |
| 4    | Mario Lanzi      | Italia        | 48"2  |
| 5    | Pierre Skawinski | Francia       | 52"0  |
| DNS  | Harold Smallwood | Stati Uniti   |       |

| Pos. | Atleta               | Nazione       | Tempo |
| ---- | -------------------- | ------------- | ----- |
| 1    | Jimmy LuValle        | Stati Uniti   | 47"1  |
| 2    | Godfrey Brown        | Gran Bretagna | 47"3  |
| 3    | William Fritz        | Canada        | 47"4  |
| 4    | Godfrey Rampling     | Gran Bretagna | 47"5  |
| 5    | Juan Carlos Anderson | Argentina     | 48"5  |
| 6    | Hermann Blazejezak   | Germania      | 49"2  |

### Finale
| Pos.    | Corsia | Atleta          | Età | Nazione       | Tempo Ufficiale | Tempo Elettrico |
| ------- | ------ | --------------- | --- | ------------- | --------------- | --------------- |
| Oro     | 5      | Archie Williams | 21  | Stati Uniti   | 46"5            | 46"66           |
| Argento | 6      | Godfrey Brown   | 21  | Gran Bretagna | 46"7            | 46"68           |
| Bronzo  | 2      | Jimmy LuValle   | 23  | Stati Uniti   | 46"8            | 46"84           |
| 4       | 3      | Bill Roberts    | 24  | Gran Bretagna | 46"8            | 46"87           |
| 5       | 1      | William Fritz   | 21  | Canada        | 47"8            |                 |
| 6       | 4      | Johnny Loaring  | 20  | Canada        | 48"2            |                 |

Il fotofinish viene utilizzato solo per stabilire il corretto ordine d'arrivo. Per quanto riguarda i tempi, i cronometristi si fidano dei propri strumenti manuali, come dimostra il tempo ufficiale attribuito ai primi due classificati, che si discosta sensibilmente dal tempo registrato dalla macchina.